# 무쓰미정
무쓰미정(六ツ美町)은 아이치현 헤키카이군에 설치되었던 정이다. 현재의 오카자키시 남서부에 해당한다.